# مفرح محمد الزهراني
مفرح بن محمد بن صالح الساهر الزهراني هو مهندس مدني سعودي وعضو في مجلس الشورى السعودي منذ أن تم تعيينه بأمر ملكي في 3 ربيع الأول، 1438هـ الموافق لـ2 ديسمبر 2016م. ولد مفرح الزهراني في الأطاولة، شمال منطقة الباحة، جنوب غرب المملكة العربية السعودية بتاريخ 1/7/1374هـ. تخرج عام 1980م من جامعة دالاس المعمدانية، تكساس بماجستير إدارة هندسية وماجستير هندسة مدنية بالولايات المتحدة الأمريكية.

## الحياة المهنية
- عضو مجلس الشورى اعتباراً من 3/3/1434هـ.[2]
- مستشار لشؤون النقل بالمرتبة الخامسة عشر، 12/8/1433هـ.[2]
- مدير عام لمشروع قطار الحرمين، 28/2/1433هـ.[2]
- مدير عام الطرق والنقل بمنطقة مكة المكرمة بالمرتبة الرابعة عشر، 13/4/1428هـ.[2]
- وكيل وزارة النقل المساعد للشؤون الفنية بالمرتبة الرابعة عشر، 3/11/1426هـ.[2]
- مدير عان للطرق والنقل بمنطقة مكة المكرمة، بالمرتبة الثالثة عشر، 26/4/1423هـ.
- مدير عام للطرق والنقل بمنطقة عسير، على المرتبة الثانية عشر، 30/2/1415هـ.
- مدير فرع الطرق بمنطقة الحدود الشمالية، بالمرتبة الحادية عشر، 6/9/1409هـ.
- مهندس مشرف على وصلات بالجرشي ورئيساً للقسم الهندسي بإدارة الطرق بالباحة.
- مهندس مشرف على مشروع توسعة وتحسين مدخل الباحة، 1403هـ.
- مهندس مشرف على تنفيذ جسر الخليج بالرياض.
- مهندس متدرب مع الاستشاري (ايطال كونسلت ) المشرف على عقبة الباحة لمدة ثلاثة أشهر.
- مهندس متدرب في مشروع عقبة الجوة في سراة عبيده لمدة ثلاثة أشهر.

## عضويات المجالس واللجان
- عضو مجلس إدارة هيئة الطيران المدني، 1431هـ.[2]
- عضو مجلس منطقة مكة المكرمة، 1419هـ.[2]
- عضو لجنة الحج المركزية، 1425هـ.[2]
- رئيس لجنة شؤون المحافظات بمجلس منطقة مكة المكرمة، 1430هـ.[2]
- عضو لجنة تنمية وتطوير الخدمات بمنطقة مكة المكرمة، 1419هـ 1430هـ.[2]
- عضو لجنة متابعة تنفيذ مشروع قطار الحرمين.[2]
- عضو سابق في لجنة المشاريع والميزانية وبدائل التمويل المنبثقة عن مجلس منطقة مكة المكرمة.
- عضو في اللجنة الفنية المنبثقة عن الهيئة العليا لتطوير منطقة مكة المكرمة.
- عضو في اللجنة العليا لتنسيق المشاريع في محافظة جده.
- عضو سابق في لجنة الحج والمواسم المنبثقة عن مجلس منطقة مكة المكرمة، 1419هـ.
- عضو سابق بمجلس إدارة الجمعية السعودية للهندسة المدنية.
- عضو في جمعية هندسة الطرق لمجلس التعاون الخليجي.
- عضو الجمعية السعودية للهندسة المدنية.
- عضو الهيئة السعودية للمهندسين، 1427هـ.
- عضو سابق في لجنة التنشيط السياحي بمحافظة جده.
- عضو سابق بمجلس منطقة الحدود الشمالية، 1412هـ 1416هـ.
- عضو سابق بمجلس منطقة عسير 1416هـ 1419هـ.
- عضو سابق في لجنة التنشيط السياحي بمنطقة عسير.
- عضو لجنة أصدقاء المرضى في منطقة الباحة ومنطقة الحدود الشمالية.
- عضو سابق في لجنة تنمية وتطوير القرى والهجر في منطقة الباحة ومنطقة الحدود الشمالية.
- عضو مؤسس في جمعية الأمير عبد العزيز بن مساعد الخيرية في عرعر.

## الندوات والمؤتمرات
- الاجتماع السنوي التسعون اللجنة أبحاث النقل الدولية TRB، واشنطن الولايات المتحدة الأمريكية.
- التنمية الحضرية بين النظرية والتجارب العلمية، مراكش المملكة المغربية  2010م.
- الاجتماع السنوي التاسع والثمانون للجنة أبحاث النقل الدولية TRB، واشنطن الولايات المتحدة الأمريكية 2010م.
- الاجتماع السنوي الثامن والثمانون لهيئة النقل الأمريكية TRB اتحاد الطرق الدولي، واشنطن الولايات المتحدة الأمريكية 2009م.
- المؤتمر الثاني للطرق والبيئة الذي نظمه اتحاد الطرق الدولي، جنيف سويسرا 2008م.
- المؤتمر الخليجي للنقل، دبيالإمارات العربية المتحدة، 2008م.
- المؤتمر والمعرض الأول لأنظمة النقل الذكية بالشرق الأوسط، دبيالإمارات العربية المتحدة، 1427هـ.
- الهندسة المدنية ودورها في تطوير فعاليات الحج، جامعة الملك عبد العزيز جده 1426هـ.
- الملتقى الهندسي الخليجي السابع، الكويت، 2003م.
- مؤتمر طرق الربط السريع بين دول مجلس التعاون لدول الخليج العربية، البحرين، 1424هـ.
- ندوة نقل المعوقين وذوي الاحتياجات الخاصة، الرياض، 1424هـ.
- ندوة التنمية العمرانية في المناطق الصحراوية ومشكلات البناء، وزارة الأشغال العامة والإسكان، 1423هـ.
- ندوة تطور الطرق في عهد خادم الحرمين الشريفين، معهد الإدارة بالرياض، 1423هـ.
- مؤتمر ومعرض اتخاذ النقل العام الدولي الرابع والخمسون، لندن، 1422هـ.
- ندوة النقل البري بين الماضي والحاضر، جامعة الملك عبد العزيز، 1420هـ.
- ندوة نقل البضائع بالشاحنات الاستثمار وخدمة الاقتصاد الوطني، الرياض 1420هـ.
- مؤتمر اتحاد الطرق الدولي، كوالالمبورماليزيا، 1420هـ.
- ندوة الصحافة والإدارة الحكومية، معهد الإدارة العامة، 1420هـ.
- ندوة تنمية المهارات الشخصية الهاتفية، الشؤون الصحية بمنطقة عسير، 1416هـ.
- مؤتمر إدارة الطرق تحت رعاية اتحاد الطرق الدولي، فينكسارزونا أمريكا، 1412هـ.
- اللجنة السعودية اليونانية المشتركة، اليونان، 1410هـ.
- مؤتمر اتحاد الطرق الدولي الإقليمي لمنطقة الشرق الأوسط، الرياض، 1408هـ.
- الندوة العلمية عن إستراتيجية برنامج التنمية الإقليمية الرابعة، كلية العلم الإدارية جامعة الملك سعود، 1407هـ.
- مؤتمر اتحاد الطرق الدولي، سيدنياستراليا، 1983م.
- المؤتمر الدولي لمنشآت الرصف الاسفلتيه، لاهاي هولندا، 1982م.

## وصلات خارجية
- موقع مجلس الشورى السعودي الرسمي.
- معرض صور مجلس الشورى السعودي[وصلة مكسورة].